# Al-Nahyan-Stadion
Das Al-Nahyan-Stadion (arabisch ملعب آل نهيان, DMG Malʿab Āl Nahyān) ist ein Fußballstadion in der Hauptstadt Abu Dhabi des gleichnamigen Emirats der Vereinigten Arabischen Emirate. Benannt ist das Stadion nach der Herrscherfamilie Al Nahyan. Der Fußballverein al-Wahda, gegenwärtig in der UAE Pro League, nutzt es als Heimspielstätte.

## Geschichte
Am 24. Januar 1995 fand die Eröffnung, in Anwesenheit von Scheich Chalifa bin Zayid Al Nahyan und dem japanischen Kronprinz Naruhito, mit einem Spiel der Olympiamannschaften der Vereinigten Arabischen Emirate und Japans statt. 2006 wurde es zum ersten Mal renoviert. Die Sportstätte war Austragungsort von acht Spielen, u. a. von zwei Achtelfinalpartien, im Rahmen der Junioren-Fußballweltmeisterschaft 2003. 2019 war es einer der Schauplätze der Fußball-Asienmeisterschaft. Dafür wurde es 2018 für 72,5 Mio. AED renoviert und modernisiert, um den Anforderungen der FIFA zu entsprechen. Es wurde z. B. die Versorgungstechnik, die Bestuhlung (erweitert auf 15.500 Plätze), die Flutlichtanlage und die Anzeigetafel erneuert. Es wurde ein neues Mediengebäude, mit Platz für 200 Journalisten mit Studios und Kommentatorenplätzen, errichtet. Die Fassade, die Eingange sowie die Kioske für Speisen und Getränke, der Gebetsraum und die Waschräume wurden ebenfalls saniert.